# Scatimus erinnyos
Scatimus erinnyos là một loài bọ cánh cứng trong họ Bọ hung (Scarabaeidae).